# Khoa học vũ trụ

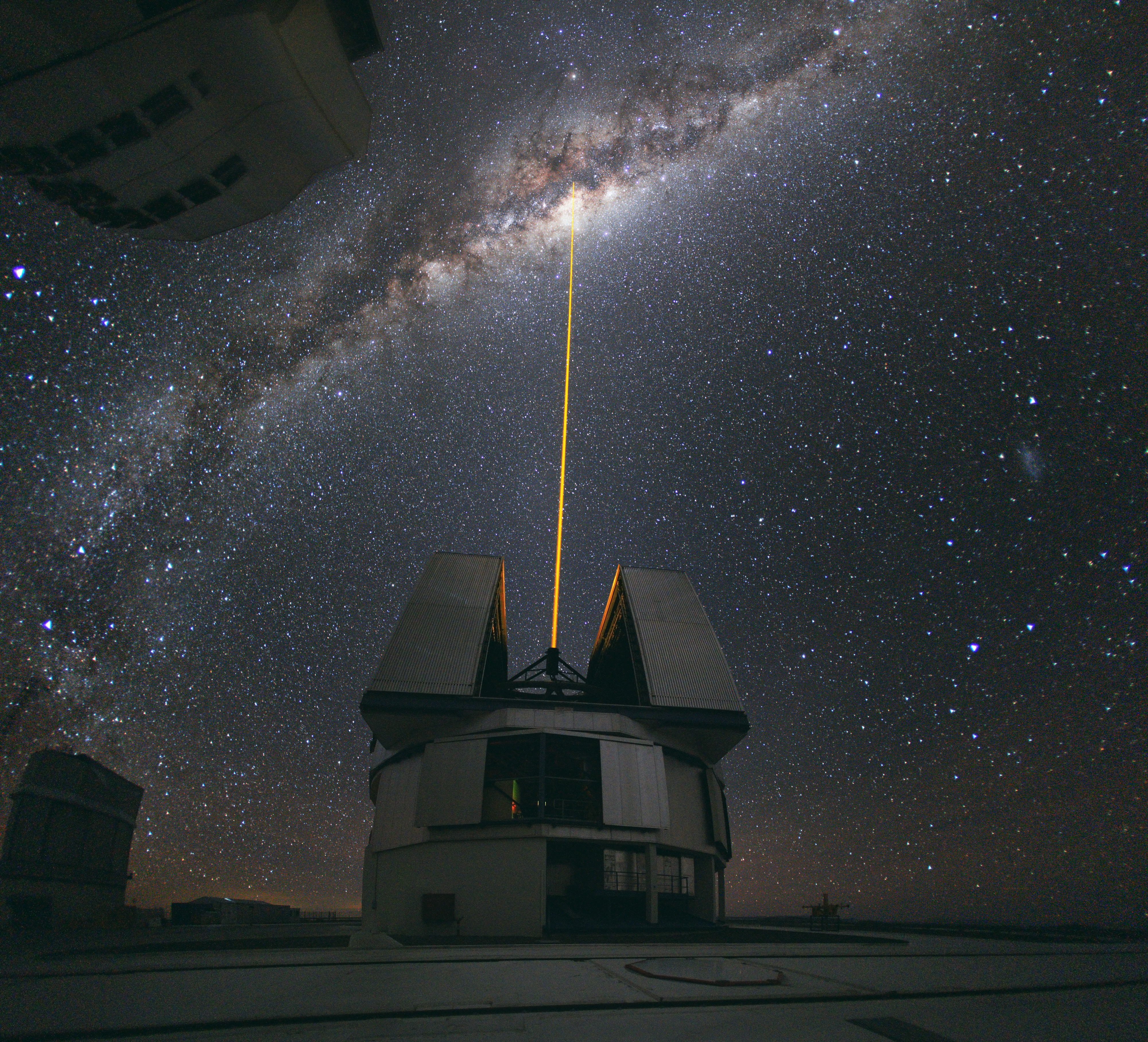
Một quan sát có hướng dẫn bằng laser về Dải Ngân Hà tại Đài quan sát Paranal ở Chile vào năm 2010

Khoa học vũ trụ (tiếng Anh: Space science) là lĩnh vực khoa học bao gồm tất cả các ngành khoa học liên quan đến thám hiểm không gian và nghiên cứu các hiện tượng tự nhiên và các thiên thể xảy ra trong không gian vũ trụ, chẳng hạn như y học vũ trụ và sinh học vũ trụ.

## Phân ngành

### Thiên văn học
- Các lĩnh vực cơ bản:
  - Vật lý thiên văn[3]:
    - Vật lý thiên văn tính toán
    - Vật lý thiên văn plasma
    - Vật lý Mặt trời
    - Sao
    - Thiên văn học Ngân hà
    - Thiên văn học ngoài Ngân Hà

  - Vũ trụ học
    - Vũ trụ học vật lý
    - Hóa học vũ trụ
    - Vũ trụ học lượng tử

  - Khoa học hành tinh
    - Khoa học khí quyển
    - Địa chất học hành tinh
    - Hải dương học hành tinh

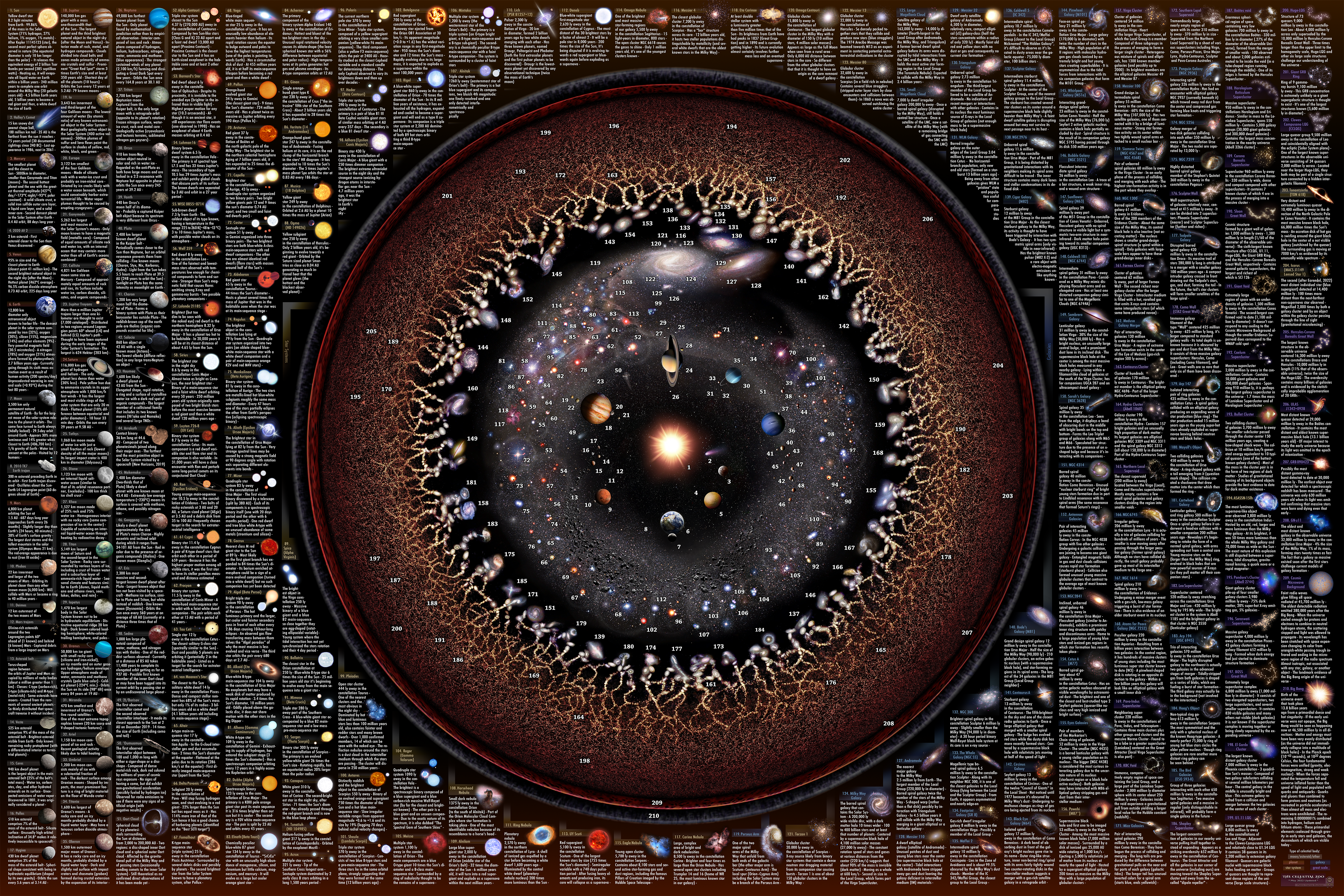
Sự đa dạng được tìm thấy trong sự khác nhau về loại và quy mô của các đối tượng thiên văn làm cho lĩnh vực nghiên cứu ngày càng trở nên chuyên biệt.

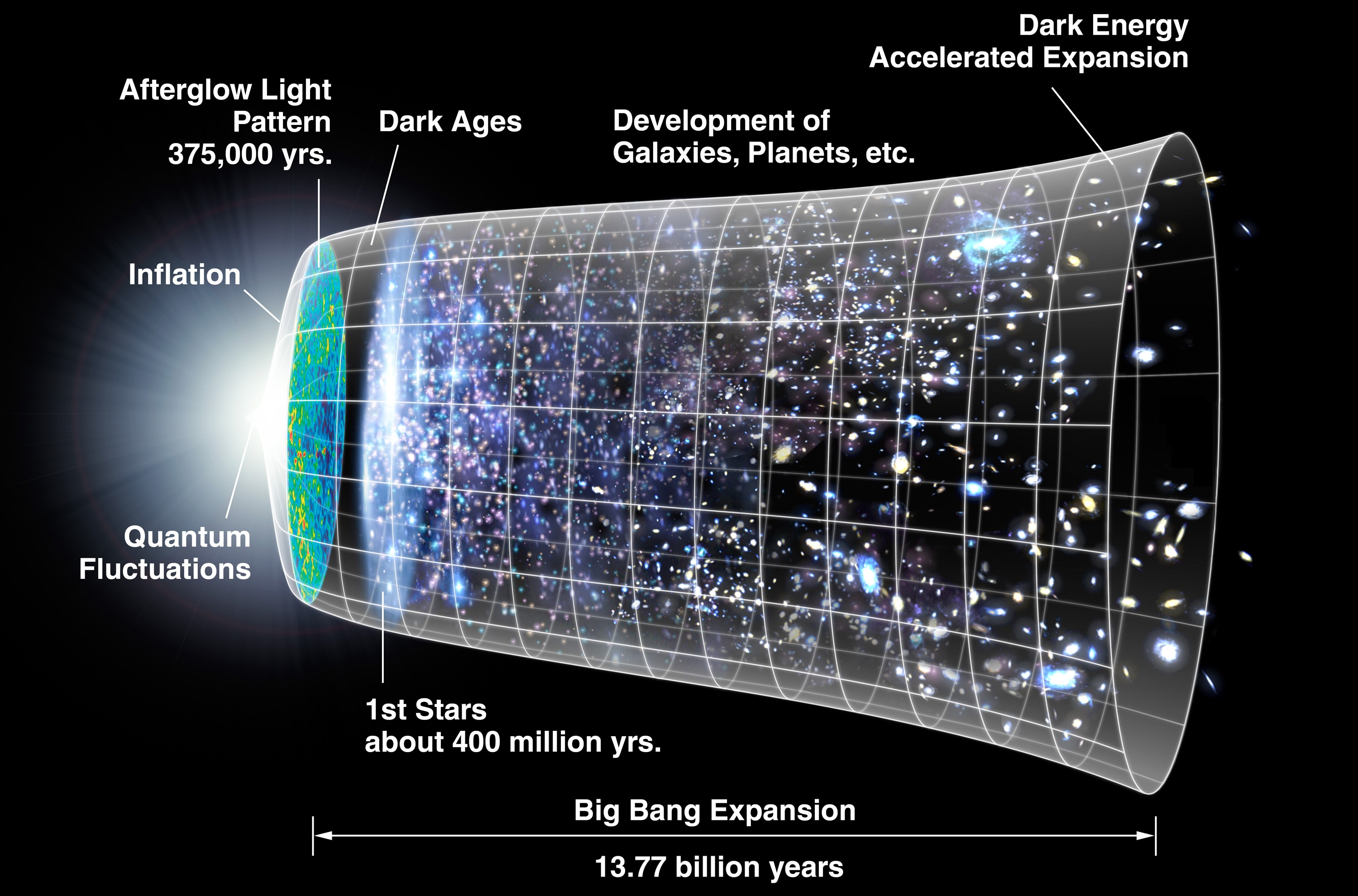
Một dòng thời gian được đề xuất về nguồn gốc của không gian, từ vũ trụ học vật lý

    - Exoplanetology (hành tinh ngoài hệ Mặt Trời)

  - Hóa học thiên thể

- Các lĩnh vực liên ngành:
  - Sinh học vũ trụ
    - Thực vật học vũ trụ (Astrobotany)

  - Archaeoastronomy
  - Khảo cổ học vũ trụ (Space archaeology)
  - Thiên văn học pháp y (Forensic astronomy)

- Các kỹ thuật được sử dụng trong nghiên cứu thiên văn:
  - Thiên văn học lý thuyết
  - Trắc lượng học thiên thể
  - Phép đo sáng
  - Phổ học
  - Thiên văn học quan sát: Các phân ngành của thiên văn học quan sát thường dựa trên các thông số kỹ thuật của máy dò:
    - Thiên văn vô tuyến -> 300 µm
    - Thiên văn học dưới milimet - 200 µm đến 1 mm
    - Thiên văn học hồng ngoại - 0,7–350 µm
    - Thiên văn học quang học - 380–750 nm
    - Thiên văn học cực tím - 10–320 nm
    - Thiên văn học năng lượng cao
      - Thiên văn học tia X - 0,01–10 nm
      - Thiên văn học tia gamma - <0,01 nm
      - Thiên văn học neutrino - Neutrino

    - Thiên văn học sóng hấp dẫn - Gravitons

### Ngành du hành vũ trụ

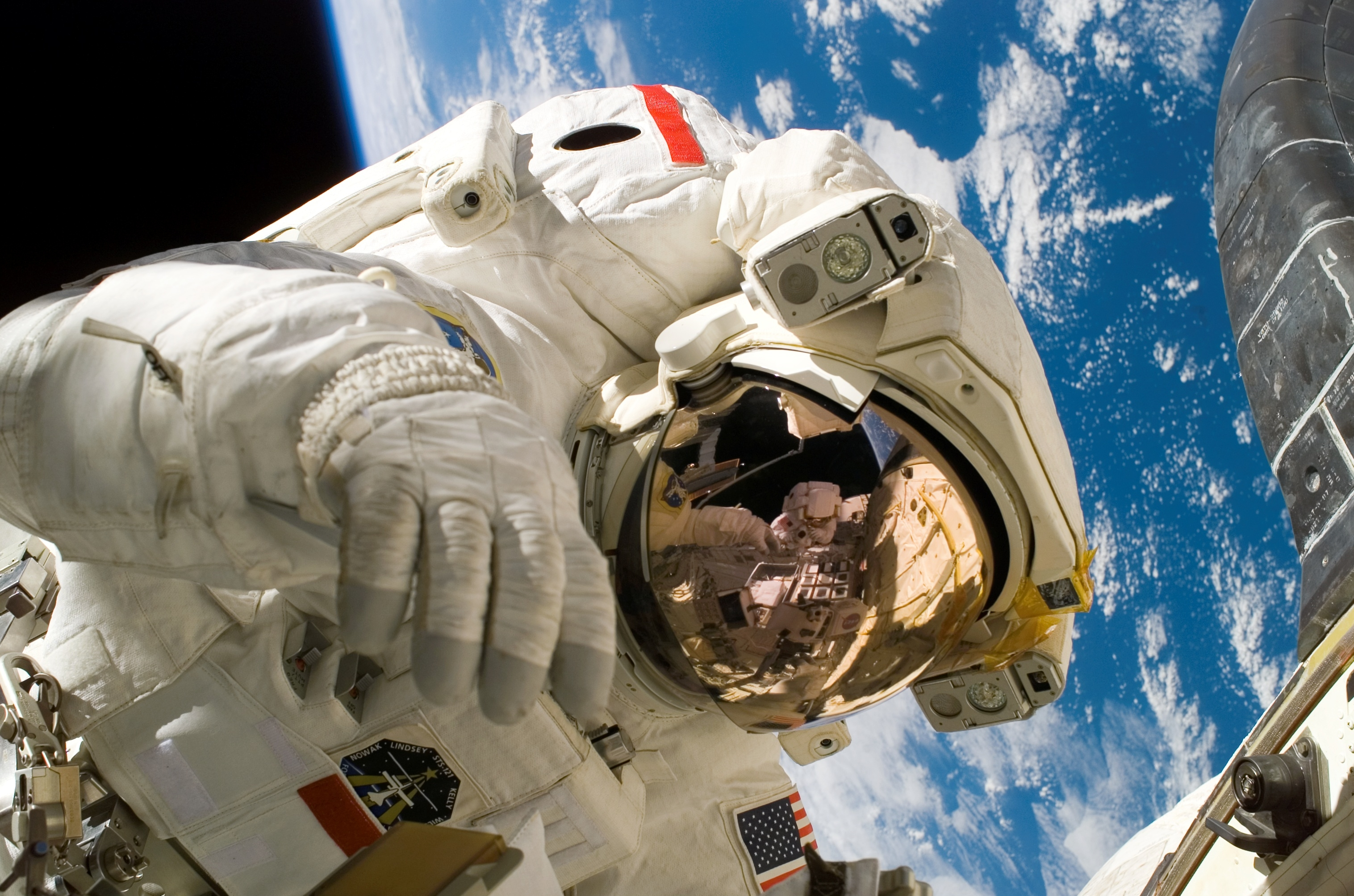
Phi hành gia Piers Sellers trong chuyến đi bộ trong không gian thứ ba của STS-121, một cuộc trình diễn về kỹ thuật sửa chữa lá chắn nhiệt trên quỹ đạo

- Công nghệ vũ trụ (Space technology)
  - Du hành không gian
    - Chuyến bay vũ trụ có con người

  - Kiến trúc không gian (Space architecture)
    - Hê thống hỗ trợ sự sống (Life-support system)
    - Trạm vũ trụ
    - Astrotech Corporation

- Cuộc sống trong không gian
  - Sinh học du hành vũ trụ (?) (Bioastronautics)
  - Động vật trong không gian
  - Các vi sinh vật được thử nghiệm trong không gian vũ trụ
  - Thực vật trong không gian (Plants in space)
  - Sự hiện diện của con người trong không gian
    - Phụ nữ trong không gian (Women in space)
    - Ảnh hưởng của ánh sáng vũ trụ đối với cơ thể con người (Effect of spaceflight on the human body)
    - Ngủ trong không gian (Sleep in space)
    - Thức ăn trong không gian (Food in space)
    - Y tế vũ trụ (Space medicine)
    - Khoa học thần kinh trong không gian (Neuroscience in space)
    - Tôn giáo trong không gian
      - Giáng sinh trên Trạm vũ trụ Quốc tế

    - Tình dục trong không gian (Sex in space)
    - Viết trong không gian (Writing in space)